# 에어링구스의 운항 노선
아래는 에어링구스의 취항지 목록이다 (2016년 6월 현재)

## 운항 노선

### 아프리카
- 모로코
  - 아가디르 - 알 마시르 공항 동계 계절편

### 유럽

#### 서유럽
- 영국
  - 런던 - 런던 히드로 국제공항 허브
  - 런던 - 런던 개트윅 국제공항 허브
  - 리즈 - 리즈 브래드퍼드 국제공항
  - 글래스고 - 글래스고 공항
  - 뉴캐슬 - 뉴캐슬 공항
  - 리버풀 - 리버풀 존 레넌 공항
  - 맨체스터 - 맨체스터 공항
  - 벨파스트 - 조지 베스트 벨파스트 시티 공항 허브
  - 버밍엄 - 버밍엄 공항
  - 브리스톨 - 브리스톨 공항
  - 애버딘 - 애버딘 공항
  - 에든버러 - 에든버러 공항
  - 카디프 - 카디프 공항
- 영국령 왕실 섬
  - 맨섬 - 맨섬 공항
  - 저지섬 - 저지 공항 하계 계절편
- 프랑스
  - 파리 - 파리 샤를 드 골 국제공항
  - 리옹 - 생택쥐페리 국제공항
  - 보르도 - 보르도 메리냑 국제공항
  - 니스 - 니스 코트다쥐르 공항
  - 마르세유 - 마르세유 프로방스 공항
  - 페르피냥 - 페르피냥 리브잘트 공항 하계 계절편
- 독일
  - 베를린 - 베를린 테겔 국제공항
  - 프랑크푸르트 - 프랑크푸르트 국제공항
  - 뒤셀도르프 - 뒤셀도르프 국제공항
  - 뮌헨 - 뮌헨 국제공항
  - 슈투트가르트 - 슈투트가르트 공항
  - 하노버 - 하노버 공항
  - 함부르크 - 함부르크 공항
- 네덜란드
  - 암스테르담 - 암스테르담 스키폴 국제공항
- 벨기에
  - 브뤼셀 - 브뤼셀 국제공항
- 아일랜드
  - 더블린 - 더블린 공항 메인 허브
  - 섀넌 - 섀넌 공항 제2 허브
  - 노크 - 노크 아일랜드 웨스트 공항
  - 코크 - 코크 공항 허브

#### 중유럽
- 스위스
  - 제네바 - 제네바 국제공항
- 오스트리아
  - 빈 - 빈 국제공항

#### 남유럽
- 그리스
  - 아테네 - 아테네 국제공항 하계 계절편
  - 코르푸 - 코르푸 국제공항 하계 계절편
- 스페인
  - 마드리드 - 마드리드 바하라스 국제공항
  - 바르셀로나 - 바르셀로나 엘프라트 국제공항
  - 그란카나리아 - 그란 카나리아 공항
  - 란사로테 - 란사로테 공항
  - 말라가 - 말라가 공항
  - 산티아고데콤포스텔라 - 산티아고데콤포스텔라 공항 하계 계절편
  - 알리칸테 - 알리칸테 공항
  - 이비자 - 이비자 공항 하계 계절편
  - 테네리페 - 테네리페 사우스 공항
  - 팔마데마요르카 - 팔마데마요르카 공항 하계 계절편
  - 푸에르테벤투라 - 푸에르테벤투라 공항
- 이탈리아
  - 로마 - 레오나르도 다 빈치 국제공항
  - 나폴리 - 나폴리 국제공항
  - 밀라노 - 밀라노 말펜사 국제공항
  - 밀라노 - 밀라노 리나테 공항
  - 베니스 - 베니스 마르코 폴로 국제공항
  - 베로나 - 베로나 빌라프란카 공항 하계 계절편
  - 카타니아 - 카타니아 폰타나로사 공항 하계 계절편
- 크로아티아
  - 두브로브니크 - 두브로브니크 국제공항
  - 스플리트 - 스플리트 공항
  - 풀라 - 풀라 공항 하계 계절편
- 튀르키예
  - 이즈미르 - 아드난 멘데레스 공항 동계 계절편
- 포르투갈
  - 리스본 - 리스본 포르텔라 국제공항
  - 파루 - 파루 공항

#### 동유럽
- 불가리아
  - 부르가스 - 부르가스 공항
- 체코
  - 프라하 - 프라하 바츨라프 하벨 국제공항
- 폴란드
  - 바르샤바 - 바르샤바 쇼팽 국제공항
- 헝가리
  - 부다페스트 - 부다페스트 페리 헤지 국제공항

#### 북유럽
- 덴마크
  - 코펜하겐 - 코펜하겐 카스트럽 국제공항
- 스웨덴
  - 스톡홀름 - 스톡홀름 알란다 국제공항

### 아메리카

#### 북아메리카
- 미국
  - 워싱턴 D.C - 워싱턴 덜레스 국제공항 하계 계절편
  - 뉴욕 - 존 F. 케네디 국제공항
  - 뉴어크 - 뉴어크 리버티 국제공항
  - 로스앤젤레스 - 로스앤젤레스 국제공항
  - 마이애미 - 마이애미 국제공항
  - 보스턴 - 보스턴 로건 국제공항
  - 샌프란시스코 - 샌프란시스코 국제공항
  - 시애틀 - 시애틀 타코마 국제공항 - (2018년 5월 18일 신규취항)
  - 시카고 - 시카고 오헤어 국제공항
  - 올랜도 - 올랜도 국제공항
  - 필라델피아 - 필라델피아 국제공항 - (2018년 3월 26일 신규취항)
  - 하트포드 - 브래들리 국제공항
- 캐나다
  - 토론토 - 토론토 피어슨 국제공항

## 단항 노선

### 아시아
- 아랍에미리트
  - 두바이 - 두바이 국제공항

### 유럽

#### 서유럽
- 영국
  - 런던 - 런던 스탠스테드 국제공항
  - 런던 - 런던 시티 공항
  - 런던 - 런던 루턴 공항
  - 런던 - 런던 사우스엔드 공항
  - 벨파스트 - 벨파스트 국제공항
  - 블랙풀 - 블랙풀 국제공항
  - 더럼 - 더럼 공항
  - 데리 - 데리 공항
  - 동카스터 - 로빈후드 공항
  - 본머스 - 본머스 공항
  - 이스트 미들랜드 - 이스트 미들랜드 공항
- 프랑스
  - 낭트 - 낭트 아틀랑티크 공항
- 독일
  - 베를린 - 베를린 쇠네펠트 국제공항
- 네덜란드
  - 에인트호번 - 에인트호번 공항
- 아일랜드
  - 슬라이고 - 슬라이고 공항
  - 워터퍼드 - 워터퍼드 공항

#### 중유럽
- 오스트리아
  - 잘츠부르크 - 잘츠부르크 공항

#### 남유럽
- 스페인
  - 발렌시아 - 발렌시아 공항
  - 세비야 - 세비야 산파블로 공항
  - 알메리아 - 알메리아 공항
- 이탈리아
  - 밀라노 - 밀라노 일 카라바지오 국제공항
- 포르투갈
  - 푼샬 - 마데이라 공항

#### 동유럽
- 라트비아
  - 리가 - 리가 국제공항
- 리투아니아
  - 빌뉴스 - 빌뉴스 국제공항
- 루마니아
  - 부쿠레슈티 - 헨리 코안더 국제공항
- 불가리아
  - 소피아 - 소피아 국제공항
- 폴란드
  - 크라쿠프 - 요한 바오로 2세 크라쿠프 발리체 국제공항
  - 포즈난 - 포즈난 공항

#### 북유럽
- 핀란드
  - 헬싱키 - 헬싱키 국제공항

### 아메리카

#### 북아메리카
- 미국
  - 볼티모어 - 볼티모어 워싱턴 국제공항
- 캐나다
  - 몬트리올 - 몬트리올 미라벨 국제공항